# 데니스 커니
데니스 커니(Dennis Kearney, 1847년~1907년)는 19세기 말 미국 캘리포니아에서 활동한 정치 지도자, 선동자이다. 반 중국계 이민 운동을 전개했다. 특이한 힘을 가진 선동가로 불렸으며, 그는 종종 네 가지의 일반적 주제에 대해 길고, 실랄한 연설을 했다. 언론에 대한 경멸, 자본가들에 대한 이야기, 정치인에 대한 이야기, 그리고 중국인 이민자들에 대한 이야기가 주요한 네 가지 주제였다. 그는 자신의 모든 문장을 “어떻든 간에, 중국인은 가야 한다”라는 것으로 그의 연설을 끝내는 것으로 알려져 있었다.

## 생애
아일랜드의 코크 주에서 태어나 미국으로 이주했다. 선원이 되었다가, 이후에는 샌프란시스코의 짐마차 잡부로 생계를 꾸려나갔다. 오래 머무른 불경기 때문에 일자리를 잃은 샌프란시스코 노동자들에게 철도 사업의 독점과 당시 쿨리라고 하는 중국계 이민자를 배격하는 주장을 펼쳐 인기를 모았다. 커니가 내건 슬로건은 단순 명쾌한 ‘중국인은 나가라’라는 것이었다.
커니는 캘리포니아 근로자당을 조직하고 그 지역의 중국인에 대한 폭력 행위를 지휘하기도 했다. 1882년의 중국인 배척법의 만드는데도 커니의 영향이 컸다. 또한 커니의 근로자당은 1878년 캘리포니아주 헌법 평의회에도 영향을 주었다.
당의 세력을 넓히기 위해 서부로 유세했지만 지지자를 거의 얻지 못했고, 1880년대 초반에는 정치 무대에서 사라졌다. 또한 커니의 유산이라고도 할 수 있는 1878년의 헌법 평의회에서 통과된 중국계 이민자의 권리를 제한하는 법률은 이후 철폐되었다.